# Melanargia jalemus
Melanargia jalemus är en fjärilsart som beskrevs av Hans Fruhstorfer 1910. Melanargia jalemus ingår i släktet Melanargia och familjen praktfjärilar. Inga underarter finns listade i Catalogue of Life.